# ژو مینگیه
ژو مینگیه (انگلیسی: Zhu Mingye؛ زادهٔ ۱۴ ژانویهٔ ۱۹۹۲) شمشیرباز زن اهل چین است. وی در بازی‌های المپیک تابستانی ۲۰۲۰ شرکت کرده‌است.